# Franz Böhme
Pour les articles homonymes, voir Böhme.
Franz Friedrich Böhme (né à Zeltweg en Autriche-Hongrie le 14 avril 1885 - mort à Nuremberg le 29 mai 1947) est  un militaire autrichien, puis allemand, qui détint le grade de General der Gebirgstruppe au sein de la Heer dans la Wehrmacht.
Il a été récipiendaire de la croix de chevalier de la croix de fer, décoration attribuée pour récompenser un acte d'une extrême bravoure sur le champ de bataille ou un succès dans un commandement militaire.
Accusé de crimes de guerre et de crimes contre l'humanité, il se suicida avant son procès qui devait avoir lieu à Nuremberg.

## Biographie

### Première Guerre mondiale
Il intègre les Forces armées austro-hongroises le 14 août 1904. Pendant la Première Guerre mondiale, Franz Böhme combattit en Galicie (1914-1916) dans un régiment hongrois (38e RI), puis en Volhynie, en Courlande et à Dünaburg (1917). En 1917-1918, on le retrouve sur le front d'Isonzo, puis en 1918 sur le front de Verdun dans la première division autrichienne sous le commandement du Ve corps d'armée prussien. Il reçut à cette occasion la croix de fer de première puis de seconde classe.

### Entre-deux-guerres
Il remplace Alfred Jansa à la tête de l'armée autrichienne.
Après l'Anschluss (13 mars 1938), il fut intégré dans l'armée allemande (16 mars 1938).

### La Seconde Guerre mondiale
Dans la Wehrmacht, il participa à l'invasion de la Pologne (septembre 1939) et de la France (mai-juin 1940). En avril 1941, à la tête de ses hommes, il prit part à l'opération Marita.

#### En Serbie
Le 6 avril 1941, Belgrade avait été bombardée et le 17 avril 1941, le royaume de Yougoslavie avait dû capituler. Dès le mois  de mai, Draža Mihailović, un fidèle partisan de la monarchie, coordonna l’action des résistants tchetniks contre les Nazis et Josip Broz Tito, à la tête des partisans communistes, entra en résistance à partir de juillet. 
Le 16 septembre, Hitler avait personnellement signé l'ordre de pacifier les Balkans « par les moyens les plus énergiques ». 
Du 16 septembre au 2 décembre 1941, Böhme exerça la fonction de gouverneur militaire en Serbie.
Franz Böhme, muni des pleins pouvoirs, fut chargé d'appliquer l'ordre en Serbie. Il met en place une politique générale de représailles avec comme règle d’exécuter 100 Serbes ou juifs pour tout Allemand tué. Le 19 octobre 1941, en représailles à la mort de soldats allemands, Böhme ordonna les massacres de Kragujevac et de Kraljevo ; le 21 octobre et les jours suivants, environ 5 000 civils, comprenant beaucoup de lycéens, furent exécutés. Il est remplacé le 5 décembre 1941 par le général Paul Bader. Un rapport établit que sous le commandement de Böhme au minimum 11 164 exécutions de représailles ont été accomplies.
En décembre 1943, il est adjoint au commandant général du XVIIIe corps d'armée. En juin 1944, il prend le commandement de la Seconde Armée panzer dans les Balkans, mais il est gravement blessé le 15 juillet 1944 dans un accident d'avion. Il est alors transféré au commandement de l'armée de réserve, cédant le contrôle de la Seconde Armée panzer au général Maximilian de Angelis.

### Norvège
À partir du 8 janvier 1945, il succède à Lothar Rendulic au commandement de la 20e Armée de montagne, exerçant le commandement des forces armées allemandes en Norvège. Il capitule le 8 mai 1945 et est arrêté en Norvège en octobre 1945.

### Nuremberg et suicide
Pour éviter d'être jugé lors du procès des Otages, l'un des procès-suites de Nuremberg, il se suicida en sautant du 4e étage de la prison, le 29 mai 1947.  Il est enterré au cimetière de St-Léonard à Graz en Autriche.

### Décorations
- Croix de fer (1914)
  - 2e Classe (1916)
  - 1re Classe (12 juin 1917)
- Karl-Truppen-Kreuz
- Croix d'honneur
- Agrafe de la croix de fer (1939)
  - 2e Classe  (12 septembre 1939)
  - 1re Classe (25 septembre 1939)
- Ordre de la Croix de la Liberté 1re classe  avec feuilles de chêne et glaives
- Croix allemande en or (10 février 1944)
- Croix de chevalier de la croix de fer
  - Croix de chevalier le 29 juin 1940 en tant que Generalleutnant et commandant de la 32. Infanterie-Division